# Saint-Yrieix-sous-Aixe
Saint-Yrieix-sous-Aixe è un comune francese di 406 abitanti situato nel dipartimento dell'Alta Vienne nella regione della Nuova Aquitania.

## Società

### Evoluzione demografica
Abitanti censiti